# Ratly

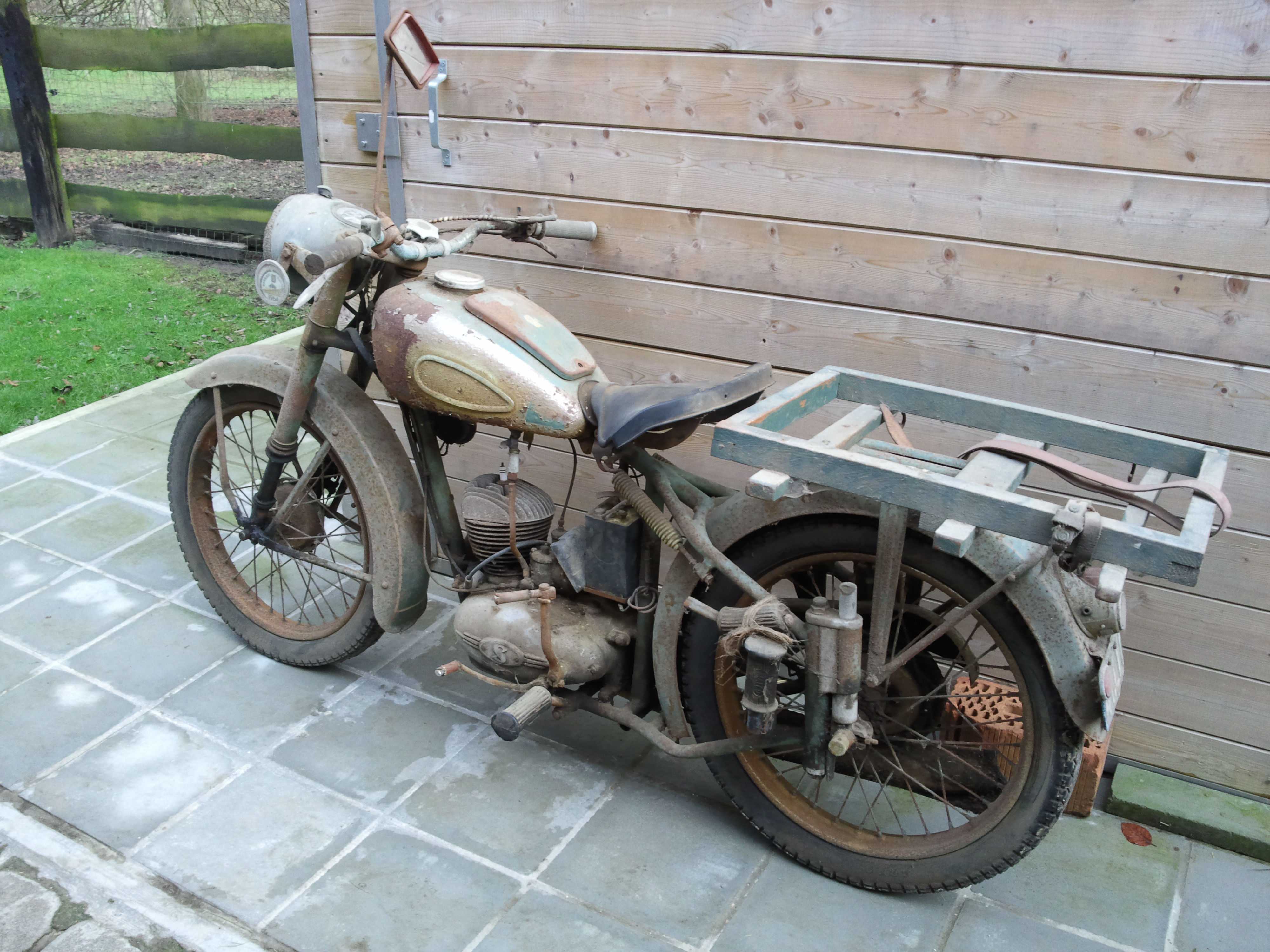
Een exemplaar

Ratly is een Belgisch historisch merk van bromfietsen en motorfietsen.
Ratly SA was gevestigd in Brussel
Er werden van 1951 tot 1953 bromfietsen met Sachs 98- en 150 cc tweetaktmotoren geproduceerd. Daarnaast maakte Ratly ook gemotoriseerde tandems en motorfietsjes met 150 cc Sachs-blokjes.